# Библиотека Лейденского университета
Библиотека Лейденского университета — это библиотека, которая была основана в 1575 году в Лейдене, Нидерланды. Её роль расценивают, как сыгравшую значительную роль в развитии европейской культуры: она является частью небольшого числа культурных центров, что дало вектор направлению развития и распространения знания в период Эпохи Просвещения. Это было возможным, в частности, благодаря присутствию уникальной коллекцией источников и ученых умов.

## История
...единственное мое развлечение — книги и несколько очень красивых картин и рисунков.
Нидерландское Восстание XVI века стало поворотным моментом истории целого народа и страны. Оно стало предпосылкой становления новой страны, новой религии, нового уклада жизни. Революция носила характер буржуазной, с отходом от религиозного восприятия мира и перехода к промышленному укладу. В связи с эти, стал вопрос о подготовке кадров не теологического направления, а технически-промышленного. Скоро, потребность в центре накопления и передачи знания, посредством обучения, привело к тому, что Вильгельм I Оранский аккумулировал все усилия и ресурсы для создания такого места. В 1575 Европе на обозрение был предоставлен Лейденский университет, который стал первым высшим учебным заведением страны. Фундаментом основы его библиотеки стали фонды из конфискованного католического монастыря, располагавшегося поблизости.
В то время, когда университет расширялся, стал вопрос о незамедлительном создании библиотеки около лекционных залов, а не просто книгохранилища в подвальных помещениях. Первая книга, фундаментальной важности, была «Biblia Polyglotta», напечатанная Христофором Плантеном (Christoffel Plantijn), подарок Вильгельма I Оранского библиотеке в 1575. Предоставление этой книги расценено как основа, на которой библиотека построена (fundamentum locans futurae aliquando bibliothecae). Библиотека стала доступной для использования в текущем здания университета 31 октября 1587 года.
В 1595 году появился Nomenclator — первый библиотечный каталог Лейденского университета, ровно так же, как и первый библиотечный печатный каталог в мире. Публикация каталога совпала с перемещением библиотеки на верхний этаж Faliede Bagijnkerk (сейчас Rapenburg 70) рядом с Theatrum Anatomicum, где и находилась до 1983 года. В 1864 году полная копия алфавитного каталога книг с 1575 по 1860 год была закончена, но она никогда не была напечатана, читатели пользовались им вплоть до 1988 года. Читатели могли обращаться с буквенными и систематическими регистрами библиотеки в форме связанных каталожных карточек, известных как Leidse boekjes. Этот каталог оставался основной системой каталогизации для библиотеки вплоть до 1963 года. В 1983 библиотека переехала на Witte Singel, в новом здании построенное архитектором Бартом ван Кэстилом (Bart van Kasteel), где она размещается и поныне.

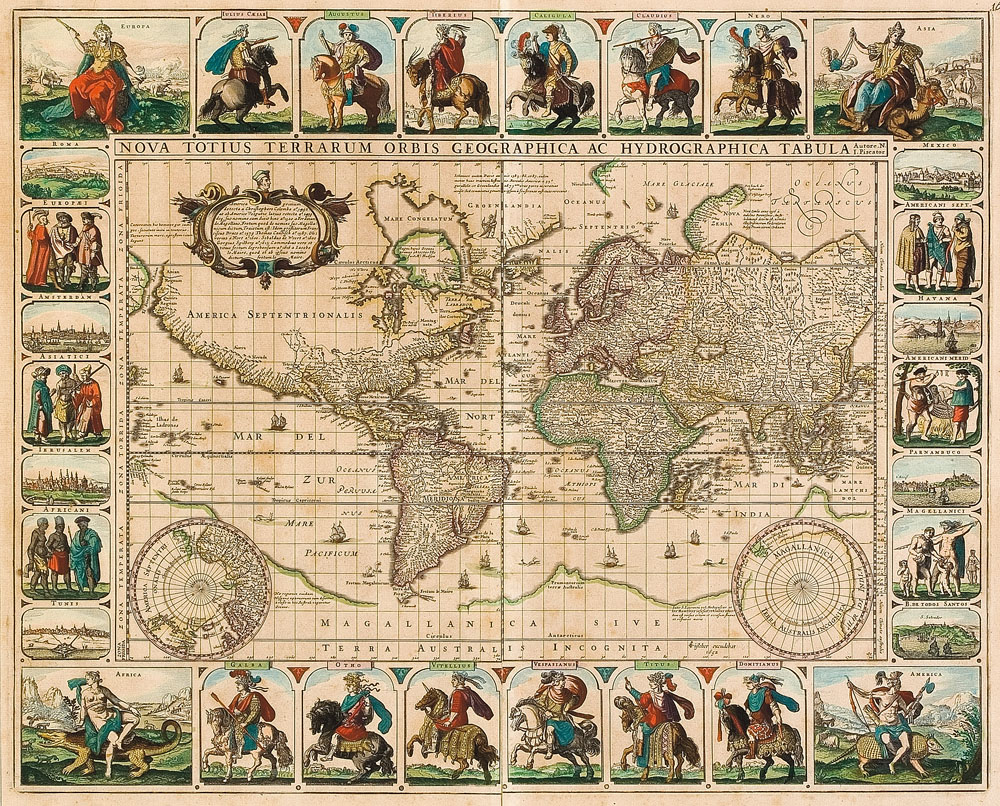
Claes Jansz. Visscher, Карта Мира, 1652

Йохан Реммес де Грут (Johan Remmet de Groot), 22-й библиотекарь Лейденского университета, взял на себя инициативу воплотить в жизнь программу PICA (Нидерландская программа автоматизации библиотечный каталогов). Программа PICA была запущена в 1969 году. Впоследствии, эта программа была куплена в 2000 году некоммерческой компанией OCLC (Online Computer Library Center, Inc.). Первый проект автоматизации в библиотеке Лейдена начался в 1976 году. Было проработано более 400 000 источников через программу PICA, которое привело в течение нескольких лет к новому ресурсу каталога, который частично заменил известный Лейденский библиотечный каталог карточек (Leidse boekjes).
Сегодня библиотека Лейденского университета, кроме непосредственного доступа к опубликованной информации, занимается поддержкой использования, оценки и доступности научной информации во всех её видах. Библиотека Лейденского университета сотрудничает с другими организациями национального и международного уровня, по вопросам внедрения новшеств в данной области. Библиотека участвует в программе DAREnet (Digital Academic Repositories), а также European Union DRIVER-II и OAPEN. По праву можно говорить о том, что библиотека Лейденского университета является главной в Нидерландах, играет весомую роль среди библиотек стран Европы и является частью мирового культурного наследия.

## Структура библиотеки
- Главное здание библиотеки Лейденского университета (Witte Singel 27, Leiden);
- Западно-Азиатская библиотека Лейденского университета (Arsenaalstraat 1, Leiden);
- Библиотека права Лейденского университета (Steenschuur 25, Leiden);
- Библиотека общественных и поведенческих наук Лейденского университета (Wassenaarseweg 52, Leiden);
- Библиотека математики и естественных наук им. Давида ван Горле Лейденского университета (Einsteinweg 55 & Niels Bohrweg 1, Leiden);
- Библиотека Учебного Центра кампуса Гааги (Schouwburgstraat 2, The Hague);
- Библиотека Королевского нидерландского Института исследований Юго-Восточной Азии и Карибского бассейна.

## Коллекции библиотеки

### Западные рукописи

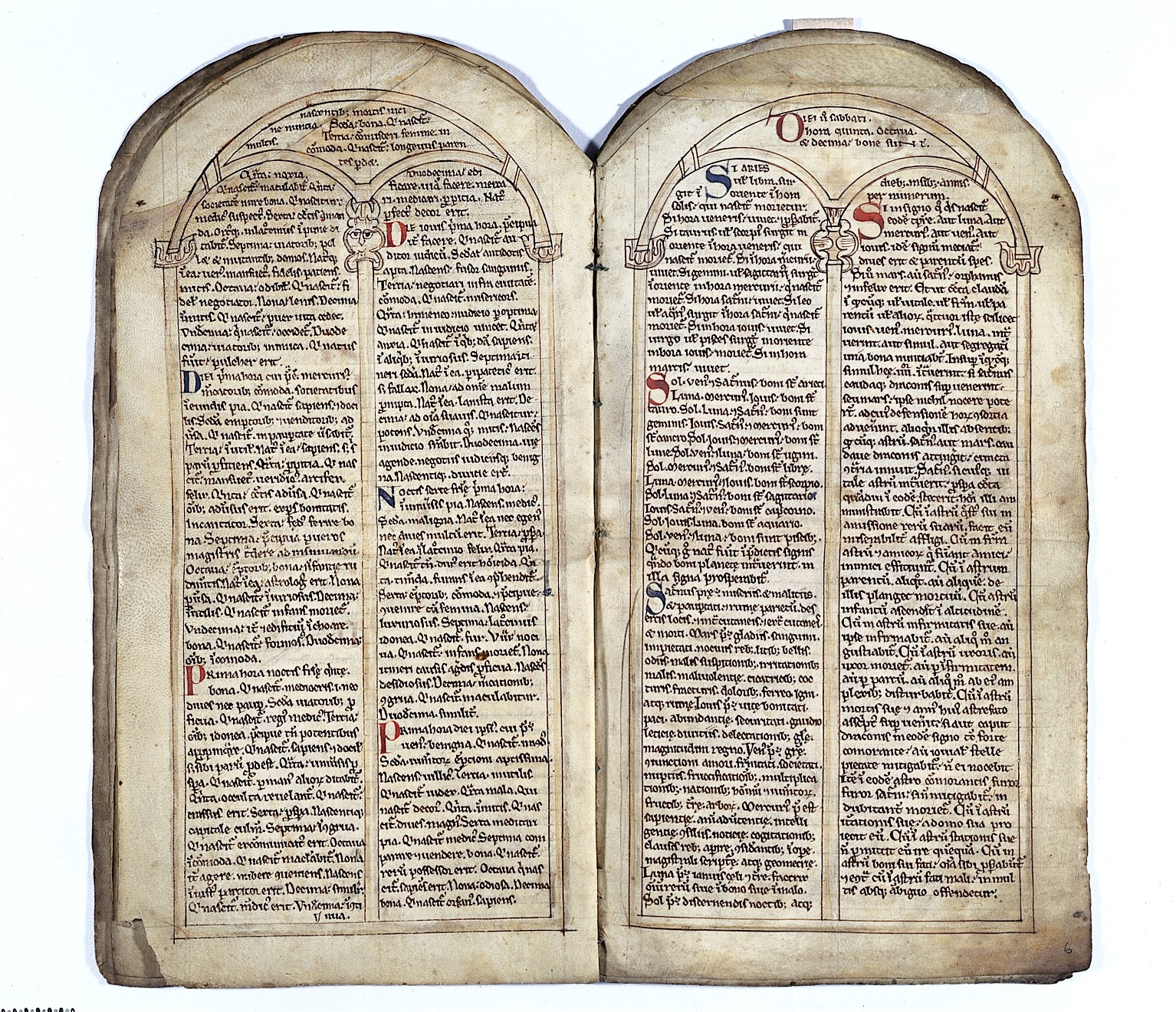
Alchandrus, De naturis planetarum, 12th перевод на Латынь с Арабского

Коллекции западных рукописей представлены и содержат все западные рукописи (включая 2,500 средневековых рукописей и фрагментов рукописей и 25 000 современных), 300,000 писем, архивов и 3000 аннотированных гравюр университетской библиотеки, в том числе в архив университета. Среди прочих, стоит упомянуть — сочинение «Тарих-и-Шейх-Увейс» («История Шейх-Увейса») неизвестного автора. Она содержит всеобщую историю от сотворения мира до Шейх-Увейса из династии Джелаиридов (правили Ираком и Азербайджаном), которому она и посвящена. Единственная известная рукопись находится в библиотеке Лейденской академии (№ 2635, Warn, 341).

### Западные печатные работы

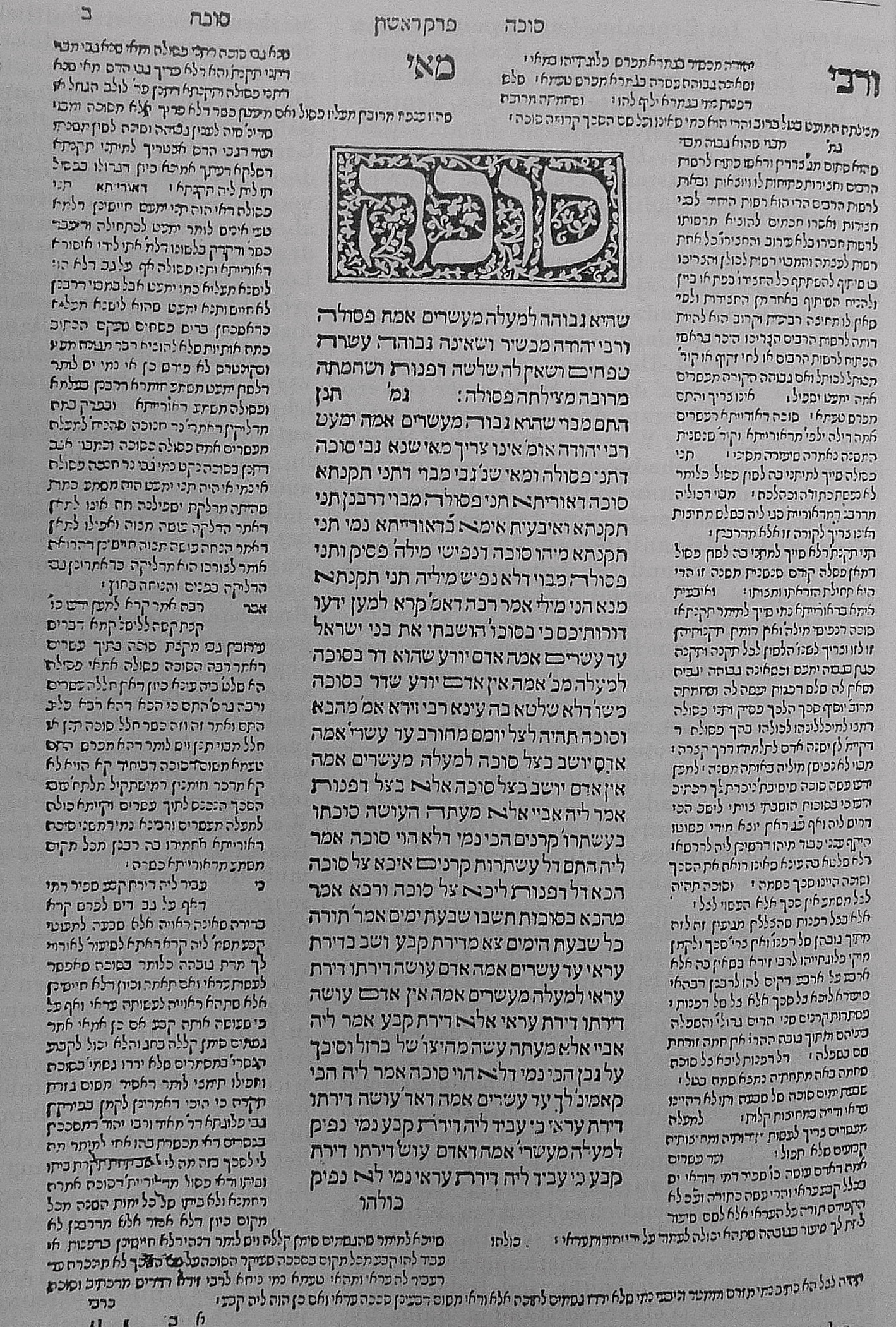
Страница из Талмуда Бомберга

Коллекции западных печатных трудов содержат материалы напечатанных до 1801 года (в том числе 700 инкунабул) и редкие и драгоценные произведения после 1801 года. В течение четырёх веков коллекция была расширена за счет имущества, переданного по наследству, подарков и приобретенных коллекции от ученых. Кроме того, Библиотека Лейденского университета получила копию каждой книги, которые издавались под разного рода привилегиями в Нидерландах. Коллекция также включает больше чем 100 000 печатных работ, из библиотеки Maatschappij, фонды которой были переданы на постоянное хранение с 1876 года. В середине XIX века, в Фондах библиотеки была найдена копия Иерусалимского Талмуда (Leiden Jerusalem Talmud) написанного разными раввинами в период со II по IV века (Jerusalem Talmud). В период с 1523—1524 годов в Венеции, голландец Даниэль Бомберг напечатал первую европейскую копию Иерусалимского Талмуда. Впоследствии она попала к Жозефу Жюсту Скалигеру, который преподавал в Лейденском университете и передал книгу библиотеке, где впоследствии она и была обнаружена. Заслуживает внимания произведение «Деяний архиепископов гамбургской церкви» Адама Бременского, немецкого хрониста второй половины XI в. В книге рассмотрены некоторые аспекты истории Гамбург-Бременского архиепископства в эпоху северных миссий IX в., история проникновения христианской религии в средневековую Скандинавию. В приложении опубликованы переводы нескольких важных латиноязычных источников, освещающих христианизацию Скандинавии. Один из этих кодексов храниться в библиотеке Лейденского университета

### Коллекция Bodel Nijenhuis
Коллекция Bodel Nijenhuis содержит главным образом старинные карты, атласы, топографические печатные издания и рисунки. Большая часть коллекции была получена как наследство от J.T. Bodel Nijenhuis. Адвокат Йоханнс Тибериус Бодель Ньенхус (1797—1872), директор издательства Luchtmans, в течение 25 лет был членом Maatschappij der Nederlandse Letterkunde (Общество голландской литературы), а также страстным коллекционером картографического и топографического материала. Коллекция содержит 50 000 карт (из которых 3 000 с зарисовками), 300 атласов, 22 000 топографических печатных изданий, 15 500 портретов, 1 600 рисунков и архив Юссуфа Камала «Памятники картографии Африки и Египта» (Youssouf Kamal’s Monumenta Cartographica Africae et Aegypti). Коллекция содержит материалы на голландском, латыни, немецком, французском и английском языках.

### Восточные Коллекции

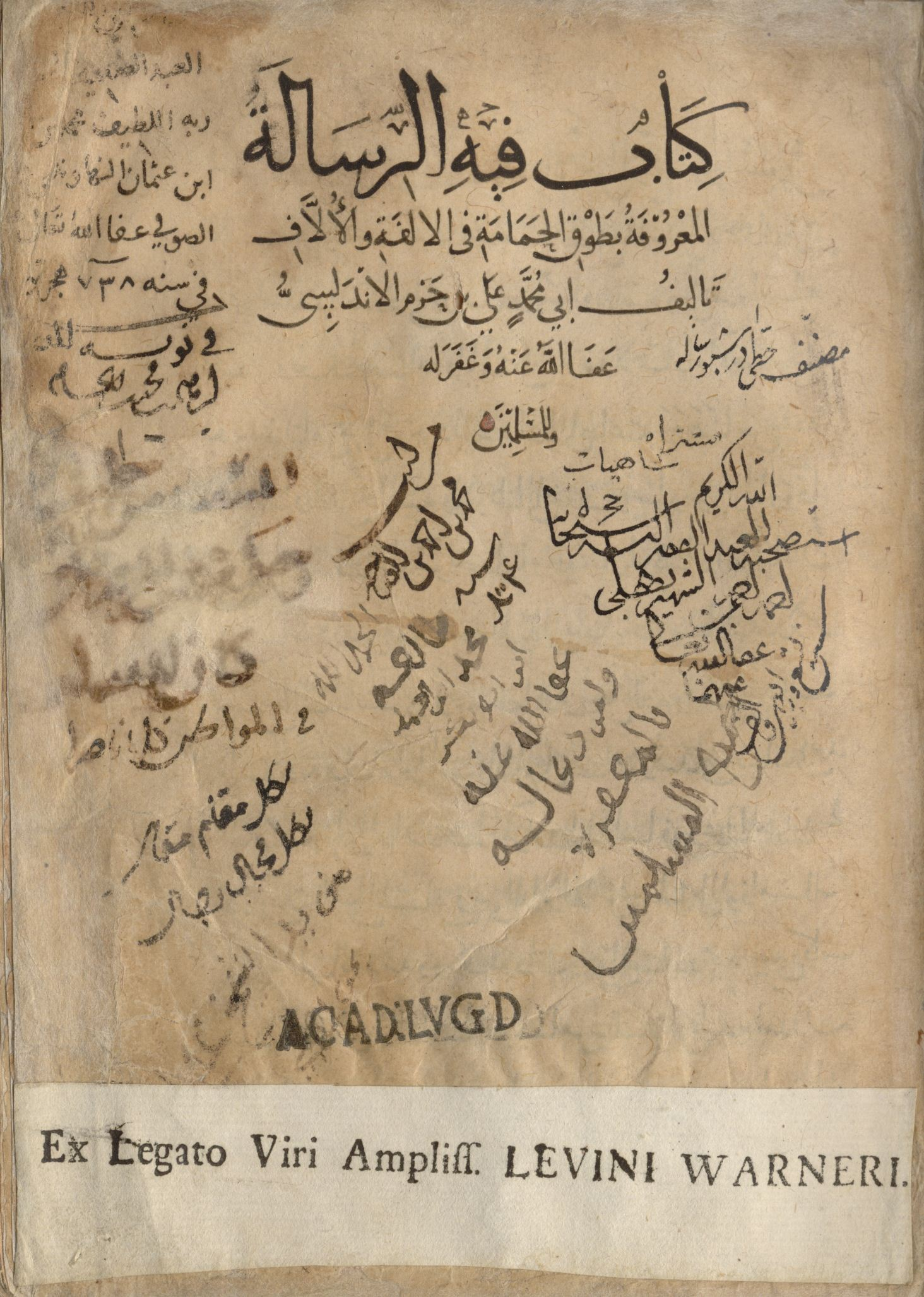
Фрагмент рукописи «The Ring of the Dove» (кольцо голубки), автор Ибн Хазм

Изучения культуры Востока, с самого начала, имела важнейшее значение для нового университета. Богословы изучали Семитские языки, толковали смысл Библии. Политические и коммерческие интересы побудили новую Голландской Республику наладить отношения с её «вчерашними» врагами", среди которых была и Османская империя. В ходе своей политики экспансии, Голландская Республика обеспечила себе доминирование на территории Индонезийского архипелага и на других территориях Юго-Восточной Азии. В Японии, голландские купцы представляли торговые интересы: как свои собственные, так и других европейских стран. В течение четырёх столетий бесчисленное множество рукописей, печатных книг и фотографий, посвященных Востоку и востоковедению — нашли свой путь в библиотеку Лейденского университета. Востоковедение по-прежнему пользуется популярностью в университете и в наши дни. Восточная коллекции продолжает пополняться, чтобы удовлетворять потребности национального и международного научного сообщества. Восточная коллекции библиотеки Лейденского университета известна как Legatum Warnerianum (Warner’s Legacy). Немец по происхождению Levinus Warner (1619—1665) был послом Голландской Республики при Константинополе, чья личная коллекция из 1000 ближневосточных рукописей — формирует ядро современной Восточной коллекции. Известные материалы, которые были им переданы в архивы библиотеки Лейденского университета:
- Dissertatio, qua de vitae termino, utrum fixus sit, an mobilis, disquiritur ex Arabum et Persarum scriptis, Amsterdam, 1642.
- Compendium historicum eorum quae Muhammedani de Christo et praecipuis aliquot religionis Christianae capitibus tradiderunt, Leiden, 1643.
- Proverbiorum et Sententiarum Persicarum centuria, Leiden, 1644.
- Epistola valedictoria in qua inter alia de stylo historiae Timuri, Leiden, 1644.
- The Ring of the Dove (Arabic: Ṭawq al-Ḥamāmah) written in 1022 by Ibn Hazm.[7]

Восточная коллекция, в настоящее время, содержит около 30,000 рукописей и 200,000 печатных книг по различным темам — от археологии до Зороастризма, а в языках — от арабского до языка Зулу.

### Библиотека Thysiana

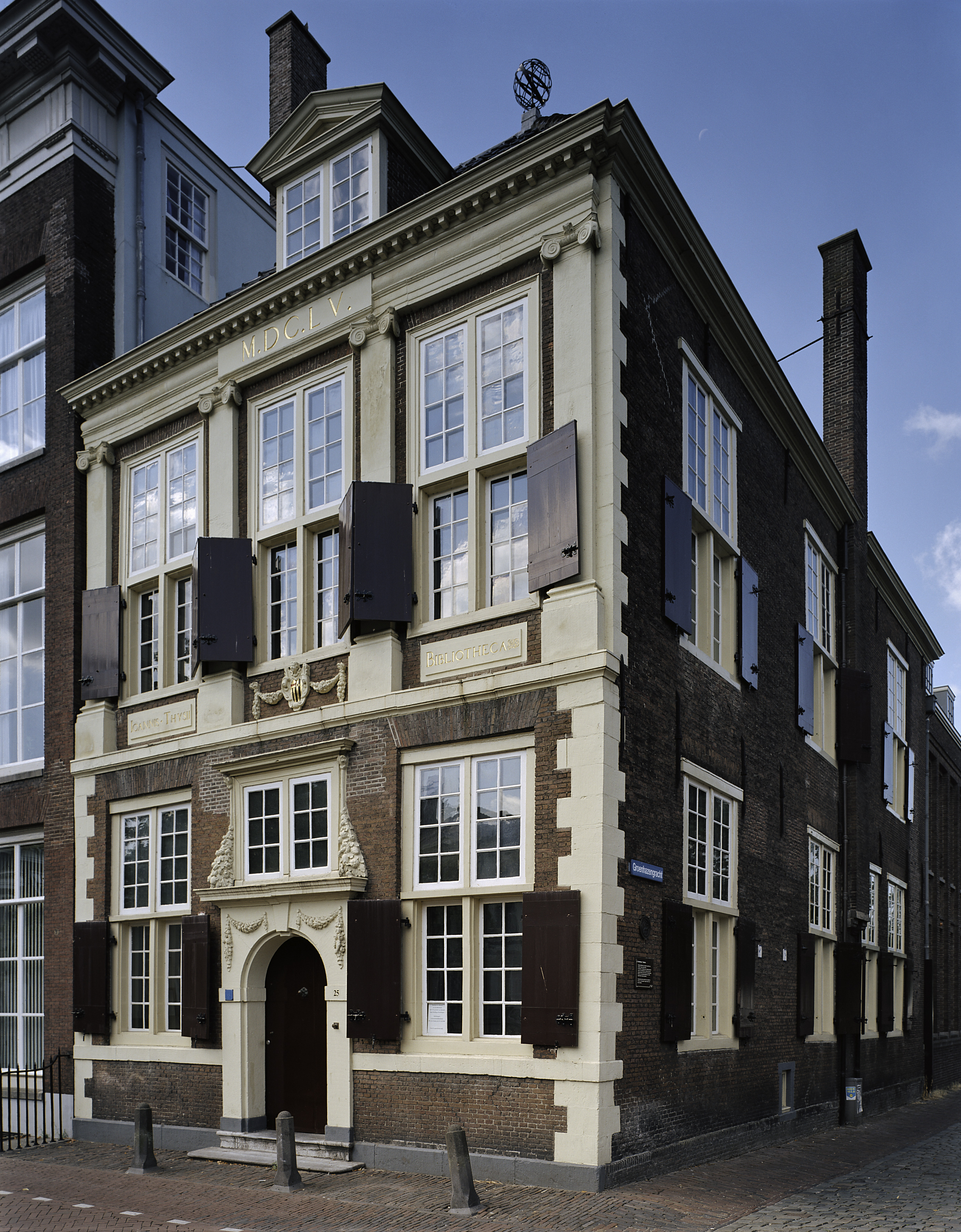
Библиотека Thysiana

Библиотека Thysiana в Лейдене была основана по завещанию молодого голландского юриста Johannes Thysius в 1653 году. Это единственная голландская коллекция книг XVII века, который находится в первоначальном здании — построенной для них библиотеке. Сборник содержит около 2500 книг и несколько тысяч брошюр на самые разные темы. Жизнь Johannes Thysius была недолгой. В его завещании было указано, что его библиотека должна быть сохранена в качестве «общественного блага для изучения». Помимо книг, которые он завещал, были выделены деньги на содержание библиотеки, а также на постройку небольшой библиотеки неподалёку общежития для бедных студентов-богословов Валлонского происхождения. Библиотека Thysiana уникальна по нескольким причинам. Это единственный голландский пример здания XVII века, специально спроектированного для обустройства библиотеки. Публичные библиотеки того времени, как правило, размещались в уже существующих зданиях, таких как бывшие католические храмы или часовни. Библиотека Thysiana — самый яркий пример голландской архитектуры классицизма в Лейдене. Помимо здания, библиотека является уникальной и в том, что была создана из частного книжного собрания ученого. Таким образом, она дает представление о литературных предпочтениях голландских ученых-гуманистов того времени. Известными книгами Библиотеки Thysiana являются:
- Disputationum theologicarum repetitarum prima. De vera theologia. / Bruno, Jacobus, 1597;
- Disputationum theologicarum repetitarum trigesima tertia. De indvlgentiis et pvrgatorio. / Pannelius, Gerson, 1599;
- Notæ in Politicos Aristotelis priores libros, egregiis doctrinis ac sententiis refertos … / Calvinus, Johannes, 1595;
- De Hollandsche groet aen den Prinsse van Oranien over de zeghe vanden iare CIƆ IƆ XXIX / Hooft, P.C., 1630;
- Experimenta nova anatomica /Pecquetus, Joannes, 1651[8]

### Общество голландской литературы
Известное также как MNL «Maatschappij der Nederlandse Letterkunde». Было основано в Лейдене в 1766 году с целью содействия изучению голландских исторических лингвистических дисциплин. Это общество интегрировалось в библиотеку Лейденского университета в 1876 году, и с 1999 года является основой для DBNL (цифровой онлайн-библиотеки голландского языка). Целью была инициатива по созданию открытого онлайн-доступа к архиву величайших произведений в истории голландской литературы. Общество проводит регулярные встречи в Лейдене на разного рода литературные темы, а также по научным дисциплинам. Аналогичное общество по изучению научных дисциплин было основано в Харлеме в 1752 году. Оба общества и в наше время проводят конкурсы и вручают призы за достижения.

### Зал гравюр и эстампов

Стефано Мулинари (по оригиналу Пармиджанино). Святой Иероним, 1785, б., офорт, акватинта. Шифр: PK-P-144.172

Основанный в 1822 году, Зал гравюр и эстампов обладает художественными работами с XVI столетия и до настоящего момента. Здесь можно найти произведения времен итальянского Ренессанса с мифологическими сценами , дагерротипы, крупнейшую коллекции портретов в Нидерландах, стереографию или работы голландских пейзажистов таких, как Рембрандт. В настоящее время собрание составляет: приблизительно 12 000 рисунков, около 100 000 печатных изданий и приблизительно 80 000 фотографий, с акцентом на голландское искусство. Среди рисунков и печатных изданий можно найти работы известных голландских художников, таких как: Хендрик Гольциус, Claes Jansz. Visscher, Рембрандт, Корнелис Трост, Якоб Марис, Ян Тороп и др. Также там есть работы видных художников из других европейских школ: Уильям Хогарт, Жак Калло, Стефано Мулинари, Джованни Антонио Каналь, Альбрехт Дюрер. Коллекция фотографий состоит из самых ранних в истории и до настоящего момента. Коллекция имеет примеры фактически каждого голландского фотографа, от анонимных или первых (Piet Zwart, Paul Citroen, Ed van der Elsken) — до современных, таких как, Erwin Olaf или Hendrik Kerstens.

### Институт Скалигера

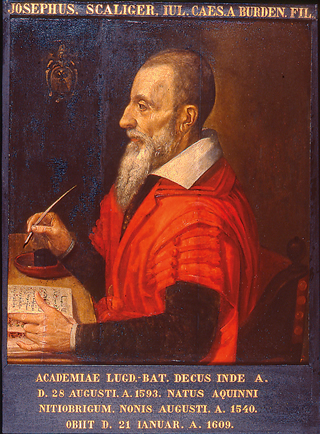
Иосиф Юстус Скалигер (1540—1609)

Институт Скалигера был основан в 2000 году. Его основной задачей является стимуляция и облегчение использование специальных коллекций в преподавательской и исследовательской деятельности. Для этого Институт предлагает выгодные условия для работы и экспертизы, организовывает лекции, симпозиумы, мастер-классы и специальные курсы, предоставляет стипендии для младших и старших ученых из Нидерландов и других стран, желающих работать в Лейдене в течение длительного периода. Институт был назван в честь Иосифа Юстуса Скалигера (1540—1609). С 1593 года Иосиф Скалигер отправляется в Нидерланды, где и проводит остаток жизни в университете Лейдена и своей деятельностью способствует расцвету филологии в Нидерландах. Он наиболее известный ученый в первые годы существования Лейденского университета и библиотеки, почитается как, великий благодетель библиотеки по причине дарения, на момент его смерти, его уникальной коллекции рукописей и всех его восточных книг. Некоторые из трудов Скалигера, сейчас, также находятся в этом Институте:
- Thesaurus temporum (Сокровищница времён, Лейден, 1606);
- De re nummaria (О монетном деле, Лейден, 1606).

### Коллекция Королевского нидерландского Института исследований Юго-Восточной Азии и Карибского бассейна (KITLV)

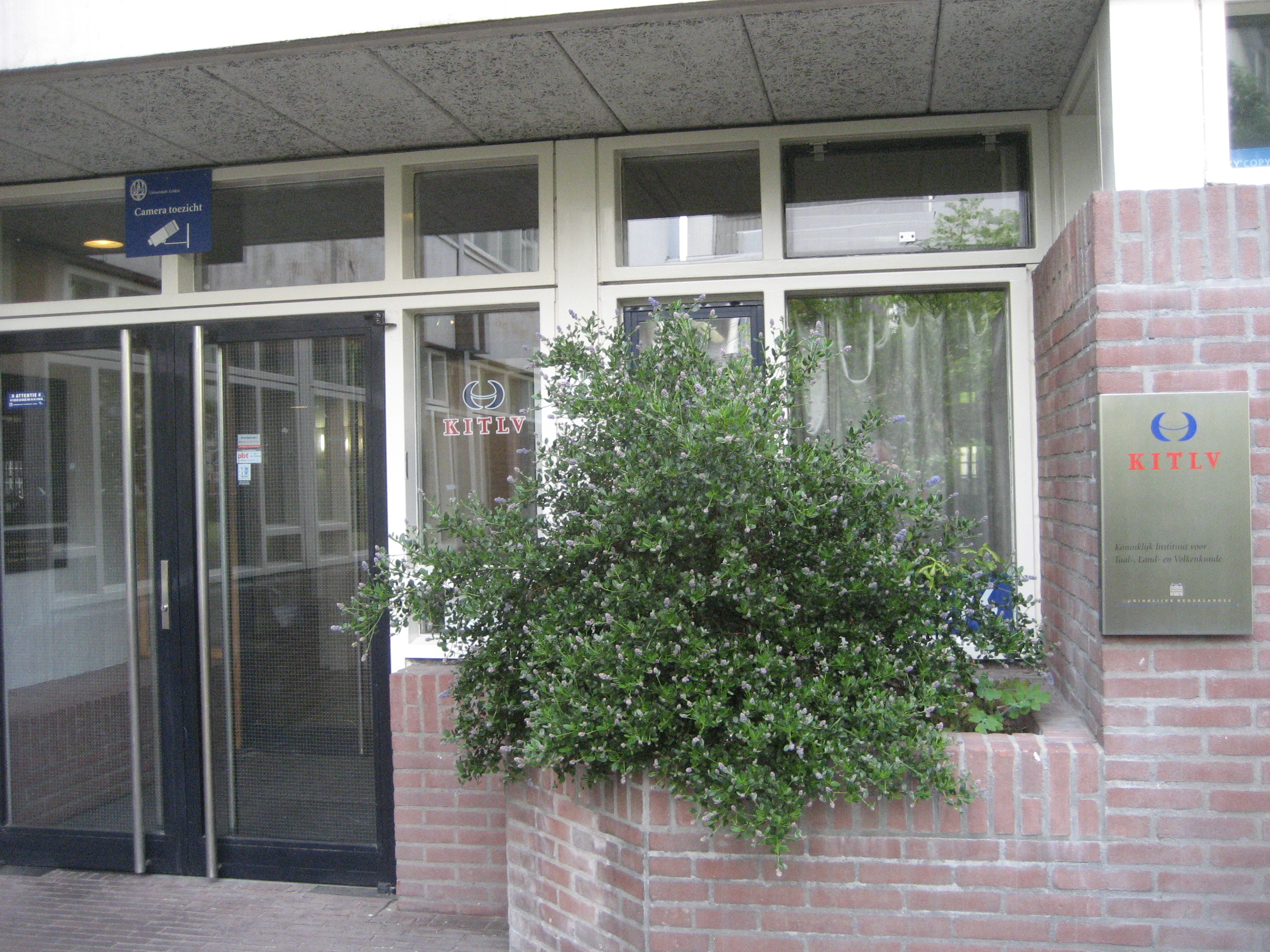
Здание Королевского нидерландского Института исследований Юго-Восточной Азии и Карибского бассейна

Коллекция Королевского нидерландского Института исследований Юго-Восточной Азии и Карибского бассейна была основана в 1851 году и состоит из выдающихся коллекций из Юго-Восточной Азии (особенно Индонезии) и Карибского бассейна (особенно Суринам, Аруба и Нидерландские Антильские острова). Сборник содержит около 1 млн. — в основном постколониальных книг и специальных коллекций, в том числе 150 000 оцифрованных исторических фотографий, карт, гравюр и уникальных архивов. С 1 июля 2014 года Сборник был переведен из Королевской нидерландской академии искусств и наук в библиотеку Лейденского университета. Коллекция этой секции была пополнена в 2013 году после закрытия Королевского тропического Института в Амстердаме. Экспозиция пополнилась следующим: уникальными материалами наследия и исторических публикаций о голландской ост-Индии (80 %), Суринам и нидерландские Антильские острова (20 %), где рассматриваются все значимые аспекты сельского хозяйства, экономики, культуры, правительства, антропологии и истории. Также в фонды библиотеки вошли коллекции из около 25 000 книг и брошюр, 3 300 журналов, 11 500 карт и 150 атласов.

## Международная значимость
Два документа из фондов библиотеки включены в программу Организации Объединённых Наций по вопросам образования, науки и культуры (ЮНЕСКО) по защите всемирного документального наследия. В рамках этой программы с 1997 года ведутся реестры документального наследия (на международном, региональном и национальном уровнях). Включение памятника в международный реестр производится через утверждение кандидатуры Международным консультативным комитетом, который является высшим органом управления программой, и одобрение его Генеральным директором ЮНЕСКО. Библиотечным фондам библиотеки Лейденского университета выпала честь войти в этот список. Следующие документы включены в список Всемирного наследия :
| Название | Дата          | Изображение |
| The Dutch translation of the autobiographical manuscript of the Javanese prince Diponegoro (1755 −1855), national hero and pan-Islamist. From the KITLV collection. | June 18, 2013 |             |
| The Leiden La Galigo manuscript, written in Buginese From the NBG collection                                                                                        | May 25, 2011  |             |

## Членство и сотрудничество
- NVB, Голландская Ассоциация информационных специалистов
- UKB, голландский консорциум Национальной Библиотеки и библиотек высших учебных заведений
- SAE, академического Фонда «Наследие»
- FOBID, Нидерландский библиотечный форум Центра изучения книги, Бодлианская Библиотека
- LIBER, ассоциации Европейских научных библиотек
- IFLA, Международная федерация библиотечных ассоциаций и учреждений
- OCLC, некоммерческий членский компьютерный библиотечный сервис и научно-исследовательская организация
- OAPEN, член-учредитель организации за открытый доступ к публикациям в европейских сетях
- OPuS, открытый доступ к издательским услугам